# Мунтеній-де-Сус
Мунтеній-де-Сус (рум. Muntenii de Sus) — село у повіті Васлуй в Румунії. Входить до складу комуни Мунтеній-де-Сус.
Село розташоване на відстані 282 км на північний схід від Бухареста, 6 км на північний схід від Васлуя, 53 км на південь від Ясс, 141 км на північ від Галаца.

## Населення
За даними перепису населення 2002 року у селі проживали 1432 особи, усі — румуни. Усі жителі села рідною мовою назвали румунську.